# Колари
Вижте пояснителната страница за други значения на Колари.
Колари е село в Северна България. То се намира в община Елена, област Велико Търново.

## География
Село Колари се намира в планински район.